# Franklin Township (comté de Howard, Missouri)
Pour les articles homonymes, voir Franklin Township.
Franklin Township est un ancien township du comté de Howard dans le Missouri, aux États-Unis,.
Il est fondé en 1821.

## Source de la traduction
- (en) Cet article est partiellement ou en totalité issu de l’article de Wikipédia en anglais intitulé « Franklin Township, Howard County, Missouri » (voir la liste des auteurs).